# Stichting Collectief Overzee Suriname
De Stichting Collectief Overzee Suriname (SCOS) is een maatschappelijke organisatie in Nederland die in Suriname en Nederland actief is.
De stichting werd op 23 september 2011 geproclameerd in Amsterdam. Bij de plechtigheid was Assemblée-lid Henk Ramnandanlal (Megacombinatie/PALU) aanwezig. Het doel van het collectief is een transnationale gemeenschap te vormen. Ze wil instituten opstellen en met de bundeling van kennis, ondernemerschap en kapitaal de integratie van Surinamers in Nederland stimuleren en ontwikkeling in Suriname bevorderen.
De CCOS zag in 2013 af van een samenwerking binnen het Platform Surinaamse Diaspora, maar werkt wel samen met tal van andere organisaties met Surinaamse Nederlanders in de gelederen. In november 2011 ontving ze een delegatie van het Nationaal Jeugdparlement uit Suriname en in 2017 tekende ze voor de samenwerking met de Stichting Toerisme Suriname met het doel om het toerisme naar Suriname te stimuleren.
Sinds De Nationale Assemblée in 2013 de wet Personen van Surinaamse afkomst (PSA) aannam, opende de stichting het loket Personen van Surinaamse Afkomst in Amsterdam en brengt ze periodiek nieuws naar buiten over de Surinaamse diaspora. Voor zijn inzet voor Surinamers in Nederland en zijn betrokkenheid bij de PSA werd de voorzitter, Ernest Grep, in 2017 onderscheiden als officier in de Ere-Orde van de Gele Ster. De onderscheiding werd hem door Assemblée-lid Patrick Kensenhuis (NDP) uitgereikt op de Surinaamse ambassade in Den Haag.